# 川口敦子 (映画評論家)
川口 敦子（かわぐち あつこ、1955年 - ）は、日本の映画評論家。著書に『映画の森 その魅惑の鬱蒼に分け入って』、訳書に『ロバート・アルトマン わが映画、わが人生』などがある。

## 著書
- 『映画の森 その魅惑の鬱蒼に分け入って』（芳賀書店） 2000年 ISBN 9784826101530

## 翻訳
- 『旅立ちの時』（ナオミ・フォーナー、集英社） 1988年 ISBN 9784087801040
- 『ポール・ニューマン』（エレナ・ウーマノ、近代映画社） 1989年 ISBN 9784764816350
- 『テリー・ギリアム映像大全』（ボブ・マッケイブ、河出書房新社） 1999年 ISBN 9784309263878
- 『ロバート・アルトマン わが映画、わが人生』（ロバート・アルトマン、キネマ旬報社） 2007年 ISBN 9784873762937